# Arne Weise
Arne Georg Fredrik Weise (28 de fevereiro de 1930 – 25 de setembro de 2019) foi um jornalista e apresentador de televisão sueco, um dos artistas da Sveriges Television (SVT). Ele trabalhou na Rádio Sveriges desde 1952 e começou a trabalhar para a SVT em 1972.

## Biografia
Nascido em Malmö, na Suécia, Arne Georg foi filho do engenheiro Per Weise (1897–1991) e Ingrid Tengström (1893–1987). Ele cresceu em Malmö e Gotemburgo e estudou no Ginásio Hvitfeldtska. Durante quatro décadas, de 1972 a 2002 – com interrupções em 1978, 1979 e de 1988 a 1990 –, Weise foi o apresentador da SVT durante a véspera de Natal.
Quando completou 65 anos em 1995, Weise anunciou que estava prestes a deixar o emprego de apresentador na emissora sueca, o anúncio foi recebido com grandes protestos. Os protestos levaram-lo a sete anos adicionais na ocupação. Em 1982, participou da série Skulden, onde atuou com Gösta Ekman. Ele também apresentou os programas Ett med naturen e Minnenas television na Sveriges Television.
Em 2002, lançou o álbum Minnen, drömmar och lite till, contendo treze canções que ele próprio escreveu. O mesmo também apresentou o programa musical Svensktoppen na Rádio Sveriges. Arne também trabalhou como moderador, palestrante e conferencista.  Em agosto de 2010, o mesmo dublou um personagem no filme Sveket mot minkarna. Weise utilizou sua voz para narrar comerciais de rádio e televisão para o Natal em Liseberg. Em 2013, ganhou o prêmio Kristallen na categoria honra, por seu trabalho na telecomunicação.

## Vida pessoal
Weise foi casado e divorciado três vezes e teve cinco filhos. Do seu primeiro casamento, ele teve Mikael (n. 1959), Madeleine (n. 1962) e Marie-Louise (n. 1963). Em seu terceiro casamento, teve Anna (n. 1988) e Andreas Weise (n. 1986), um cantor que participou do Idol em 2010, onde ficou em quinto lugar. Em 25 de setembro de 2019, Weise morreu de causas naturais aos 89 anos de idade.

## Discografia
- 2002: Minnen, drömmar och lite till[7]
- 2004: Don't Fall Down On Me[14]